# Birmingham Moseley Rugby Club
Il Birmingham Moseley Rugby Club è un club inglese di rugby a 15 di Moseley, sobborgo meridionale di Birmingham.
Fondato nel 1873 come Havelock Football Club e successivamente rinominato Moseley Football Club, il suo nucleo è noto per avere rappresentato la Gran Bretagna al torneo rugbistico alla II Olimpiade nel 1900 a Parigi.
Prima dell'era del campionato di lega il Moseley aveva vinto una Coppa d'Inghilterra nel 1982 ex aequo con Gloucester.
Militò successivamente in prima divisione fino al 1991 e tentò l'esperienza nel professionismo nel 1995, finendo tuttavia in amministrazione controllata.
Nel 2016 cambiò nome in Birmingham Moseley.
Al 2023 milita in National League 1, la terza divisione nazionale.
Il suo impianto interno è Billesley Common, la cui capacità complessiva è di circa 5000 posti, e i suoi colori sociali sono il nero e il rosso.

## Storia
Il club nacque a ottobre 1873 come Havelock Football Club per iniziativa di un gruppo di crickettisti dell'Havelock C.C., che cercavano uno sport invernale da praticare quando la stagione del cricket fosse terminata; non essendovi che un club calcistico nell'area, decisero quindi di crearne uno di rugby per avere la possibilità di trovare avversari contro cui giocare.
Il club disputava i suoi incontri interni in un campo all'incrocio tra Highgate Road e Moseley Road, ed è lecito supporre che il suo nome sia cambiato in qualche momento dei suoi primi due anni di vita, essendovi traccia di un resoconto stampa del 1875 che attribuisce la vittoria a una squadra chiamata Moseley.
Nello scorcio finale del XIX secolo il Moseley divenne una delle migliori squadre regionali, rimanendo imbattuto per tre anni tra il 1879 e il 1882 e conquistando 8 volte la coppa delle Contee del Midland fino al 1897.
Nel 1888 fu il primo club a battere i NZ Natives nel corso del loro lunghissimo tour delle Isole Britanniche.
Nel 1900 alcuni giocatori del club andarono a formare il nocciolo duro di una formazione delle Midlands, il Moseley Wanderers, che rappresentò la squadra olimpica della Gran Bretagna al torneo di rugby a cinque cerchi di Parigi, perdendo contro la selezione francese e tornando in patria con un bronzo.
Poco dopo il cinquantenario del club, il suo capitano Austin Woodward guidò la selezione del North Midlands al Villa Park di Birmingham contro la Nuova Zelanda in tour.
Per celebrare il centenario nel 1973, invece, la nazionale di Figi incluse Moseley nel suo tour: i visitatori furono sconfitti 25-12.

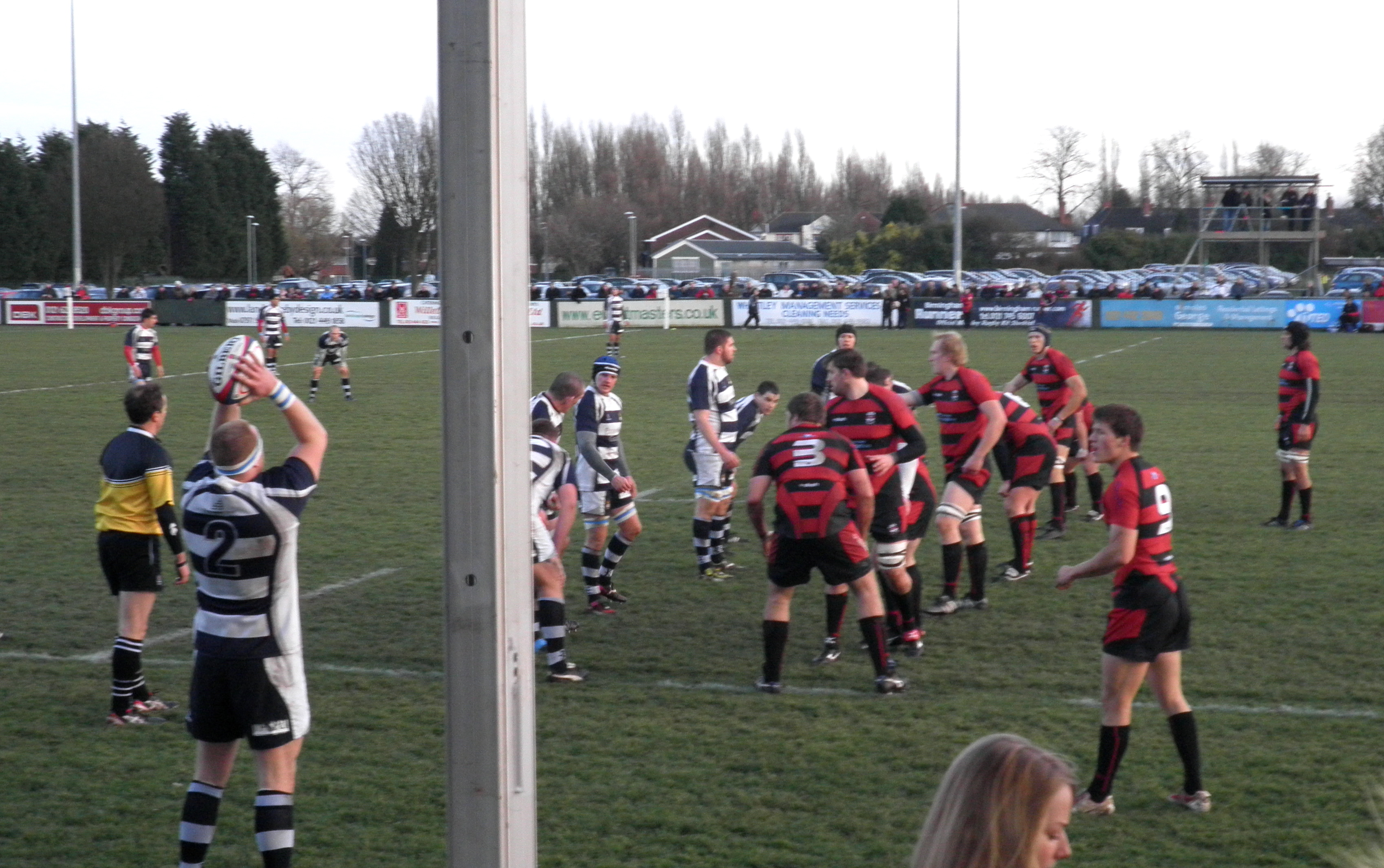
Derby contro il nel Boxing Day 2009

Con l'istituzione della Knockout Cup (in pratica la Coppa d'Inghilterra) da parte della RFU nel 1971, Moseley divenne un'assidua frequentatrice delle fasi finali di tale competizione: in tre occasioni raggiunse la finale, con due sconfitte nel 1972 e 1979 e una vittoria condivisa con Gloucester nel 1982 dopo un pareggio 12-12; il sorteggio alla monetina tra i due capitani assegnò al Moseley il diritto di detenere la coppa del vincitore per i primi sei mesi, per poi passarla al Gloucester per il successivo semestre.
Quando nel 1987 fu varato il primo campionato d'Inghilterra Moseley fu inserito tra i club della prima divisione del neoistituito sistema di lega; nei quattro tornei di Division One che disputò, il migliore fu il primo con il settimo posto; nel 1991 retrocedette in seconda divisione, categoria che riuscì a tenere per tutto il decennio fino alla retrocessione in National Division 2 (la terza serie) nel 2003.
Nel 1995 il Moseley era passato al professionismo, ma dopo soli tre anni entrò in amministrazione controllata e dovette vendere The Reddings, il proprio stadio nel quale giocava dal 1891.
Il 2000 vide l'ultimo anno nella storica casa del club e il trasferimento a Bournbrook, terreno di proprietà dell'Università di Birmingham.
Nel 2003, dopo la retrocessione in terza divisione, il club trovò la sua casa permanente al Billisley Common, terreno di proprietà comunale e nel 2006 tornò in seconda divisione, in cui rimase fino al 2016 per poi retrocedere nuovamente in terza divisione, in cui al 2023 milita; il 1º giugno 2016 la ragione sociale del club fu modificata in Birmingham Moseley R.C..

## Cronistoria
| Cronistoria del Birmingham Moseley R.C. |
| --- |
| - 1873 · Fondazione dell’Havelock Football Club - 1875 · Cambio di denominazione in Moseley Football Club - 1927-87 · Attività di contea - 1981-82 · Vincitore della Knockout Cup - 1987-88 · 7º National Division One - 1988-89 · 10º National Division One - 1989-90 · 11º National Division One - 1990-91 · 12º National Division One Retrocessione in National Division Two - 1991-92 · 7º National Division Two - 1992-93 · 6º National Division Two - 1993-94 · 5º National Division Two - 1994-95 · 6º National Division Two - 1995-96 · 6º National Division Two - 1996-97 · 8º National Division Two - 1997-98 · 6º Premiership Two - 1998-99 · 10º Premiership Two - 1999-2000 · 7º Premiership Two - 2001–02 · 11º National Division 1 - 2002–03 · 13º National Division 1 Retrocessione in National Division 2 - 2003–04 · 10º National Division 2 - 2004–05 · 3º National Division 2 - 2005–06 · 1º National Division 2 Promozione in National Division 1 - 2006–07 · 14º National Division 1 - 2007–08 · 10º National Division 1 - 2008–09 · 8º National Division 1 - 2009–10 · 9º RFU Championship - 2010–11 · 11º RFU Championship - 2011–12 · 10º RFU Championship - 2012–13 · 10º RFU Championship - 2013–14 · 7º RFU Championship - 2014–15 · 11º RFU Championship - 2015-16 · 12º RFU Championship Retrocessione in National League 1 - 2016 · 1º giugno, cambio denominazione sociale in Birmingham Moseley Rugby Club - 2016-17 · 5º National League 1 - 2017-18 · 7º National League 1 - 2018-19 · 12º National League 1 - 2019-20 · 13º National League 1 - 2020-21 · n/d - 2021-22 · 10º National League 1 - 2022-23 · 9º National League 1 |